# Deschampsia media
Deschampsia media är en gräsart som först beskrevs av Antoine Gouan, och fick sitt nu gällande namn av Johann Jakob Roemer och Schult.. Deschampsia media ingår i släktet tåtlar, och familjen gräs. Inga underarter finns listade i Catalogue of Life.